# Schietsport op de Olympische Zomerspelen 1984

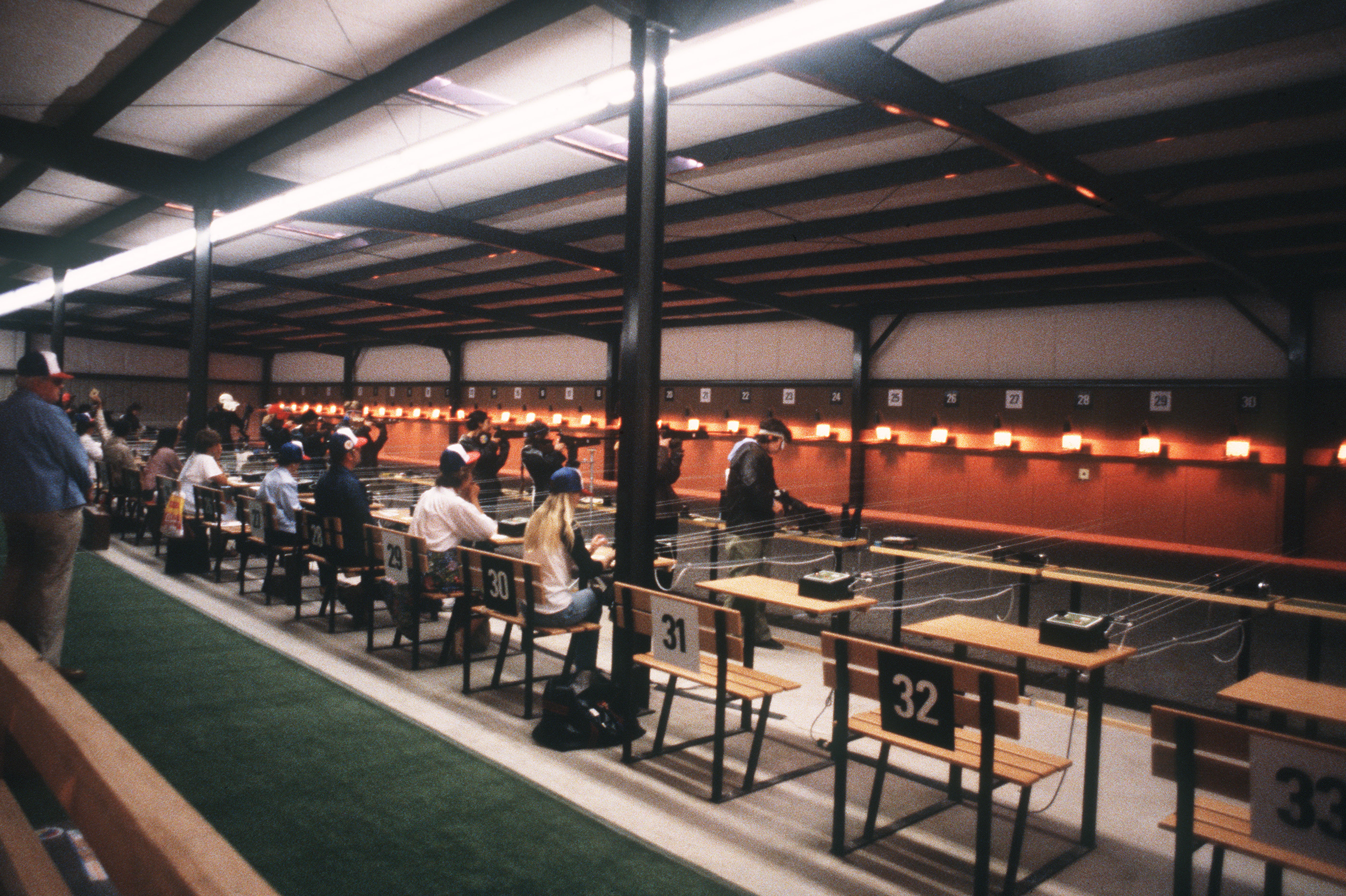
Wedstrijd op de Olympische schietbaan in de aanloop naar de Olympische Zomerspelen 1984

De schietsport is een van de sporten die beoefend werden tijdens de Olympische Zomerspelen 1984 in Los Angeles.

## Heren

### kleinkalibergeweer 50 m drie houdingen
| rang   | sporter          | land | score |
| ------ | ---------------- | ---- | ----- |
| Goud   | Malcolm Cooper   | GBR  | 1173  |
| Zilver | Daniel Nipkow    | SUI  | 1163  |
| Brons  | Alister Allan    | GBR  | 1162  |
| 4      | Kurt Hillenbrand | FRG  | 1154  |
| 5      | Bo Arne Lilja    | DEN  | 1153  |
| 6      | Glenn Dubis      | USA  | 1151  |
| 7      | Jean-Pierre Amat | FRA  | 1150  |
| 8      | Peter Heinz      | FRG  | 1150  |

### kleinkalibergeweer 50 m liggend
| rang   | sporter          | land | score |
| ------ | ---------------- | ---- | ----- |
| Goud   | Edward Etzel     | USA  | 599   |
| Zilver | Michel Bury      | FRA  | 596   |
| Brons  | Michael Sullivan | GBR  | 596   |
| 4      | Alister Allan    | GBR  | 595   |
| 5      | Francesco Nanni  | SMR  | 594   |
| 6      | Hans Strand      | SWE  | 594   |
| 7      | John Duus        | NOR  | 594   |
| 8      | Ulrich Lind      | FRG  | 593   |

### luchtgeweer 10 m
| rang   | sporter            | land | score |
| ------ | ------------------ | ---- | ----- |
| Goud   | Philippe Hébérle   | FRA  | 589   |
| Zilver | Andreas Kronthaler | AUT  | 587   |
| Brons  | Barry Dagger       | GBR  | 587   |
| 4      | Nicolas Berthelot  | FRA  | 585   |
| 5      | Peter Heinz        | FRG  | 583   |
| 6      | John Rost          | USA  | 583   |
| 7      | Harald Stenvaag    | NOR  | 582   |
| 8      | Itzchak Yonassi    | ISR  | 582   |

### vrij pistool 50 m
| rang   | sporter                 | land | score |
| ------ | ----------------------- | ---- | ----- |
| Goud   | Xu Haifeng              | CHN  | 566   |
| Zilver | Ragnar Skanåker         | SWE  | 565   |
| Brons  | Wang Yifu               | CHN  | 564   |
| 4      | Jürgen Hartmann         | FRG  | 560   |
| 5      | Vincenzo Tondo          | ITA  | 560   |
| 6      | Philippe Cola           | FRA  | 559   |
| 7      | Héctor De Lima Carrillo | VEN  | 558   |
| 8      | Paavo Palokangas        | FIN  | 558   |

### snelvuurpistool 25 m
| rang   | sporter          | land | score |
| ------ | ---------------- | ---- | ----- |
| Goud   | Takeo Kamachi    | JPN  | 595   |
| Zilver | Corneliu Ion     | ROU  | 593   |
| Brons  | Rauno Bies       | FIN  | 591   |
| 4      | Delival Nobre    | BRA  | 591   |
| 5      | Yang Choong-yull | KOR  | 590   |
| 6      | Alfred Radke     | FRG  | 590   |
| 7      | Park Jong-gil    | KOR  | 590   |
| 8      | Bernardo Tobar   | COL  | 590   |

### lopend schijf 50 m
| rang   | sporter            | land | score |
| ------ | ------------------ | ---- | ----- |
| Goud   | Li Yuwei           | CHN  | 587   |
| Zilver | Helmut Bellingrodt | COL  | 584   |
| Brons  | Huang Shiping      | CHN  | 581   |
| 4      | Uwe Schröder       | FRG  | 581   |
| 5      | David Lee          | CAN  | 580   |
| 6      | Kenneth Skoglund   | NOR  | 576   |
| 7      | Jorma Lievonen     | FIN  | 576   |
| 8      | Ezio Cini          | ITA  | 576   |

## Dames

### kleinkalibergeweer 50 m drie houdingen
| rang   | sporter              | land | score |
| ------ | -------------------- | ---- | ----- |
| Goud   | Wu Xiaoxuan          | CHN  | 581   |
| Zilver | Ulrike Holmer        | FRG  | 578   |
| Brons  | Wanda Jewell         | USA  | 578   |
| 4      | Gloria Parmentier    | USA  | 576   |
| 5      | Anne-Grethe Jeppesen | NOR  | 574   |
| 6      | Jin Dongxiang        | CHN  | 571   |
| 7      | Biserka Vrbek        | YUG  | 569   |
| 8      | Mirjana Jovović      | YUG  | 569   |

### luchtgeweer 10 m
| rang   | sporter         | land | score |
| ------ | --------------- | ---- | ----- |
| Goud   | Pat Spurgin     | USA  | 393   |
| Zilver | Edith Gufler    | ITA  | 391   |
| Brons  | Wu Xiaoxuan     | CHN  | 389   |
| 4      | Sharon Bowes    | CAN  | 388   |
| 5      | Yvette Courault | FRA  | 386   |
| 6      | Gisela Sailer   | FRG  | 385   |
| 7      | Siri Landsem    | NOR  | 384   |
| 8      | Sirpa Ylönen    | FIN  | 383   |

### sportpistool 25 m
| rang   | sporter        | land | score |
| ------ | -------------- | ---- | ----- |
| Goud   | Linda Thom     | CAN  | 585   |
| Zilver | Ruby Fox       | USA  | 585   |
| Brons  | Patricia Dench | AUS  | 583   |
| 4      | Liu Haiying    | CHN  | 583   |
| 5      | Kristina Fries | SWE  | 581   |
| 6      | Wen Zhifang    | CHN  | 578   |
| 7      | Debora Srour   | BRA  | 578   |
| 8      | Maria Macovei  | ROU  | 577   |

## Open

### trap
| rang   | sporter             | land | score |
| ------ | ------------------- | ---- | ----- |
| Goud   | Luciano Giovannetti | ITA  | 192   |
| Zilver | Francisco Boza      | PER  | 192   |
| Brons  | Daniel Carlisle     | USA  | 192   |
| 4      | Timo Nieminen       | FIN  | 191   |
| 5      | Michel Carrega      | FRA  | 190   |
| 6      | Eli Ellis           | AUS  | 190   |
| 7      | Terry Rumbel        | AUS  | 189   |
| 8      | Johnny Påhlsson     | SWE  | 189   |

### skeet
| rang   | sporter             | land | score |
| ------ | ------------------- | ---- | ----- |
| Goud   | Matthew Dryke       | USA  | 198   |
| Zilver | Ole Riber Rasmussen | DEN  | 196   |
| Brons  | Luca Scribani Rossi | ITA  | 196   |
| 4      | John Pierik         | NED  | 194   |
| 5      | Anders Berglind     | SWE  | 194   |
| 6      | Norbert Hofmann     | FRG  | 194   |
| 7      | Jorge Molina        | COL  | 194   |
| 8      | Ian Hale            | AUS  | 193   |

## Medaillespiegel
| rang   | land                     | goud | zilver | brons | totaal |
| ------ | ------------------------ | ---- | ------ | ----- | ------ |
| 1      | Verenigde Staten         | 3    | 1      | 2     | 6      |
| 2      | China                    | 3    | 0      | 3     | 6      |
| 3      | Italië                   | 1    | 1      | 1     | 3      |
| 4      | Frankrijk                | 1    | 1      | 0     | 2      |
| 5      | Groot-Brittannië         | 1    | 0      | 3     | 4      |
| 6      | Canada                   | 1    | 0      | 0     | 1      |
| 6      | Japan                    | 1    | 0      | 0     | 1      |
| 8      | Colombia                 | 0    | 1      | 0     | 1      |
| 8      | Denemarken               | 0    | 1      | 0     | 1      |
| 8      | Oostenrijk               | 0    | 1      | 0     | 1      |
| 8      | Peru                     | 0    | 1      | 0     | 1      |
| 8      | Roemenië                 | 0    | 1      | 0     | 1      |
| 8      | Bondsrepubliek Duitsland | 0    | 1      | 0     | 1      |
| 8      | Zweden                   | 0    | 1      | 0     | 1      |
| 8      | Zwitserland              | 0    | 1      | 0     | 1      |
| 16     | Australië                | 0    | 0      | 1     | 1      |
| 16     | Finland                  | 0    | 0      | 1     | 1      |
| totaal | totaal                   | 11   | 11     | 11    | 33     |